# Linda Hargrove
Linda Hargrove, född 3 februari 1949 i Jacksonville, Florida, död 24 oktober 2010 i Tallahassee, Florida, var en amerikansk countrysångerska och textförfattare.

## Diskografi
Album
- Music is your Mistress (1973)
- Blue Jean Country Queen (1974)
- Love, You're The Teacher (1975)
- Just Like You (1976)
- Impressions (1977)
- A New Song (1981) (som Linda Bartholomew)
- Greater Works (1987) (som Linda Bartholomew)
- One Woman's Life (2005)

Singlar
- "Blue Jean Country Queen" (1974)
- "I've Never Loved Anyone More" (1974)
- "Love Was (Once Around the Dance Floor)" (1975)
- "Love, You're the Teacher" (1976)
- "Fire at First Sight" (1976)
- "Down to My Pride" (1977)
- "Mexican Love Songs" (1977)
- "You Are Still the One" (1978)